# Aguijan
Aguijan è una isola corallina disabitata appartenente alle Isole Marianne Settentrionali, nell'oceano Pacifico occidentale. Sorge 8 km a sud-ovest dell'isola di Tinian, da cui la separa il canale di Tinian.
Assieme a Tinian forma la municipalità di Tinian, una delle quattro maggiori divisioni amministrative delle isole Marianne Settentrionali.

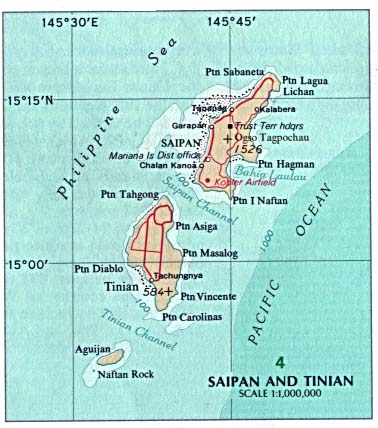